# Cliona schmidtii
Cliona schmidtii é uma espécie de demospôngia da família dos clionaídeos (Clionaidae).

## Taxonomia
Cliona schmidtii foi classificada por Stuart Oliver Ridley em 1881. Foi revelada durante a coleta de outra esponja escavadora (Cliona aprica), quando um pedaço de coral vivo foi cinzelado, expondo o tecido escavador macio de coloração azul profunda. C. schmidtii foi originalmente descrita no Mar Mediterrâneo, ocorrendo também nas ilhas do Atlântico Nordeste (Açores, Canárias, Madeira). Relatos do mar do Caribe e do Golfo do México são considerados imprecisos pelo Banco de Dados Mundial de Porifera, mas Rützler et al. (2014) justificaram os registros caribenhos como coespecíficos com material mediterrâneo. Resta determinar se as populações do Atlântico Oeste são coespecíficas ou diferentes. Alguns biólogos sugerem que trata-se de um complexo de espécies.

## Descrição
Cliona schmidtii é uma esponja escavadora com papilas esparsas, circulares e separadas, medindo menos de um a três milímetros de diâmetro. Apresenta coloração roxa ou vermelho-púrpura brilhante, mais escura nas papilas do que nas câmaras recém-expostas. A tonalidade azul-púrpura permanece inalterada mesmo após a fixação em álcool. As câmaras são pequenas, com um a dois milímetros de diâmetro, e estão pouco espaçadas. As espículas da megasclera são tilóstilos retos ou ligeiramente curvados, com cabeças esféricas, por vezes discretamente subterminais (mucronadas) e extremidades pontiagudas. Medem entre 170 e 350 µm de comprimento por 11 a 15 µm de largura, com média de 274 × 12 µm; em outra medição, variaram de 260 a 310 µm de comprimento e de 5 a 7,2 µm de largura, com cabeças entre 9,3 e 10,3 µm de diâmetro. As espículas da microsclera são espirásteres, divididas em duas categorias: os espirásteres I são curtos, robustos e densamente cobertos por espinhos grossos, com dois a cinco curvas, medindo entre 22 e 50 µm de comprimento e 1,7 a 20 µm de largura (sem incluir os espinhos), com média de 40 × 14 µm; alguns apresentam haste reta e são modificados em anfiásteres. Já os espirásteres II são longos e delgados, com espinhos delicados ornamentando principalmente os lados convexos das 5 a 8 voltas, com dimensões de 23 a 75 µm de comprimento por 1,2 a 8 µm de largura, com média de 63 × 5 µm.

## Distribuição e habitat
Cliona schmidtii ocorre no mar Mediterrâneo, nas ilhas do Atlântico Oriental (Açores, Canárias, Madeira), no mar do Caribe (Jamaica, Cuba e Baamas), no golfo do México (Belize e Estados Unidos) e no litoral do Brasil (ao largo da foz do rio Amazonas, no Pará e Maranhão; em Recife, em Pernambuco; e no banco dos Abrolhos, na Bahia). Habita recifes de profundidade média a profunda, escavando corais vivos e rochas de coral.

## Ecologia
As esponjas são animais aquáticos, bentônicos, sésseis e filtradores, alimentando-se de pequenas partículas em suspensão e de matéria orgânica dissolvida na água. Servem de alimento para certos peixes, tartarugas e invertebrados, além de oferecerem abrigo a uma variedade de outros organismos. Os membros da classe das demospôngias são hermafroditas. O zigoto se desenvolve em larva parenquimatosa (natação livre) antes de se fixar num substrato, onde se transforma numa esponja jovem.

## Conservação
No Brasil, em 2018, Cliona schmidtii foi classificada como pouco preocupante (LC) no Livro Vermelho da Fauna Brasileira Ameaçada de Extinção do Instituto Chico Mendes de Conservação da Biodiversidade (ICMBio). Está presente na área de conservação do Parque Nacional Marinho dos Abrolhos.